# Hanna Żakowska
Hanna Żakowska (ur. 25 marca 1954) – doktor habilitowany nauk ekonomicznych inżynier, profesor nadzwyczajny Instytutu Badawczego Opakowań oraz nauczyciel akademicki, specjalistka w zakresie materiałów opakowaniowych i opakowań biodegradowalnych, odpadów opakowaniowych, opakowalnictwa, recyklingu, odzysku odpadów opakowaniowych.

## Życiorys
W 2000 na podstawie napisanej pod kierunkiem Andrzeja Korzeniowskiego rozprawy pt. Badania przydatności wybranych materiałów biodegradowalnych do celów opakowaniowych na Wydziale Towaroznawstwa Akademii Ekonomicznej w Poznaniu otrzymała stopień naukowy doktora nauk ekonomicznych w dyscyplinie towaroznawstwo w specjalnościach materiały biodegradowalne, opakowalnictwo, przechowalnictwo. Na tym samym wydziale (już w ramach Uniwersytetu Ekonomicznego w Poznaniu) na podstawie dorobku naukowego oraz rozprawy pt. Systemy recyklingu odpadów opakowaniowych w aspekcie wymagań ochrony środowiska uzyskała w 2009 stopień doktora habilitowanego nauk ekonomicznych w dyscyplinie towaroznawstwo w specjalności recykling odpadów opakowaniowych.
Została profesorem nadzwyczajnym COBRO - Instytut Badawczy Opakowań, a także nauczycielem akademickim ALMAMER Szkoły Wyższej w Warszawie oraz Wyższej Szkoły Ekologii i Zarządzania w Warszawie.